# Fosfat
Fosfater är salter och estrar av fosforsyra. Fosfater förekommer rikligt i olika mineral och har stor användning inom industri, jordbruk och livsmedelstillverkning samt i ATP och DNA. Fosfater särskilt Na5P3O10 var förr en vanlig komponent i tvättmedel.  Ett exempel på en fosfat är kalciumfosfat. Fosfatjonen betecknas PO{\displaystyle _{4}^{3-}}. Marocko är det land i världen som har störst export av råfosfat.
I vattenlösning finns fosfat i fyra former. I starkt basisk miljö (högt pH) är fosfatjonen (PO{\displaystyle _{4}^{3-}}) vanligast, men i svagt basisk miljö är vätefosfatjonen (HPO{\displaystyle _{4}^{2-}}) vanligast. I svagt sur lösning är divätefosfatjonen (H2PO4−) mest framträdande. I starkt sura lösningar, med lågt pH, är vattenlöst fosforsyra (H3PO4) den huvudsakliga formen. De olika formerna av fosfat har, främst inom biokemi, samlingsbeteckningen oorganiskt fosfat eller Pi.
Superfosfat är ett gödningsmedel, tillverkades först i England år 1841.

## Fosfatgrupp

Fosfatgruppens kemiska struktur i organiska föreningar

Fosfatgruppen är en vanlig funktionell grupp inom organisk kemi och finns bland annat i adenosinfosfaterna (AMP, ADP och ATP) och i DNA och RNA. Den kan friges genom hydrolys av ATP eller ADP till pyrofosfat (P2O74−, förkortat PPi inom biokemi) respektive oorganiskt fosfat. Fosfoanhydridbindningarna i ATP och ADP och andra nukleosida di- och trifosfater innehåller höga mängder energi som ger dem deras viktiga roll i alla levande organismer.